# Giulia Gatto
Giulia Gatto-Monticone (Torino, 18 novembre 1987) è un'ex tennista e allenatrice di tennis italiana.
Le faceva da coach il coetaneo livornese Tommaso Iozzo, che è anche il suo compagno.  
In Fed Cup ha un record di vittorie 2-0.

## Carriera

### 2005 - 2010: gli esordi
Ottiene i primi risultati di rilievo a livello di tornei ITF da 10.000 dollari nel 2005 quando, non ancora diciottenne, raggiunge la sua prima finale a Castel Gandolfo. L'anno successivo si aggiudica il suo primo titolo in doppio a Casale. Sempre in doppio, conquista ben cinque trofei nel 2007.
Il primo titolo in singolare arriva invece nel 2008 quando si aggiudica gli Internazionali di Imola, bissato in ottobre dal titolo di Oristano. Nella stessa stagione conquista anche tre titoli in doppio. Nel 2009 arrivano i primi due titoli su terra rossa, a Pitești ed Arezzo, mentre continuano i buoni risultati in doppio, dove arriva a tredici titoli conquistati in tre anni.
Partecipa per la prima volta a due tornei del circuito WTA, sfiorando la qualificazione e Båstad dove supera i primi due turni contro Bražnikova e Giraud prima di cedere nel turno decisivo a Ksenia Palkina. La settimana successiva è iscritta anche alle qualificazioni del WTA di Palermo dove viene battuta da una giovanissima Muguruza in tre set.
Nel 2010 partecipa per la prima volta alle qualificazioni degli Internazionali d'Italia di Roma subendo però subito una sconfitta per 6-2, 6-1 dall'uzbeka Amanmuradova.

### 2011 - 2014: i primi match WTA
Nel 2011 conquista per la seconda volta il titolo degli Internazionali di Imola, nel frattempo diventati di categoria superiore (25.000 dollari), bissando il successo anche in doppio; si tratta dell'ultimo titolo conquistato in coppia con Federica Quercia con la quale ha vinto dieci tornei.
Anche nel 2012 tenta senza fortuna l'accesso al torneo di Palermo, perdendo al debutto contro Katalin Marosi; nel 2013, sempre a Palermo riesce finalmente a fare il suo debutto in un torneo WTA battendo Grymalska, Badosa Gibert e Golubic; il debutto nell'ultima edizione del torneo siciliano, avviene contro Roberta Vinci, futura vincitrice del torneo, con la quale arriva ad un punto dal primo set, prima di cedere la prima partita al tie break per poi perdere il secondo parziale 6-3.
Nel 2014 a Kuala Lumpur supera di nuovo le qualificazioni e conquista la prima vittoria in un torneo WTA battendo in rimonta la tunisina Jabeur per 3-6, 6-4, 6-2. Al secondo turno viene invece superata da Zarina Dijas per 6-1, 6-4. Meno fortunata l'esperienza a Norimberga dove viene superata nel primo turno di qualificazione da Diāna Marcinkēviča al tie break del terzo set. Torna anche a giocare le qualificazioni agli US Open dove però viene sconfitta dalla cinese Zhu Lin in tre set.

### 2015 - 2018: i problemi fisici e la lenta ripresa
La stagione 2015 è molto più avara di risultati: se si eccettua la finale del 25.000 dollari di Toruń, persa con la Kučová, il rendimento di Gatto-Monticone è nettamente inferiore alle precedenti due stagioni, anche a causa di una tendinite al polso che affligge l'atleta obbligandola ad una pausa dall'attività agonistica prima tra la fine del 2015 e l'inizio dell'anno successivo e poi nuovamente nella primavera del 2016.
Lo stop la costringe a tornare di giocare tornei da 10.000 dollari e, dopo oltre cinque anni, torna ad aggiudicarsi due titoli, a Galați e Telde.
Il 2017 segna una ripresa sia in termini di continuità che di classifica: tra marzo e maggio, prima arriva in finale ad Heraklion (15.000 dollari) poi conquista il secondo titolo da 25.000 dollari in carriera a Pula e infine disputa la terza finale dell'anno in Cina. A settembre si riaffaccia anche a livello WTA tentando le qualificazioni a Tokyo dove supera il primo turno con la giapponese Shimizu ma cede al turno decisivo contro la Dijas.
Nel 2018 continua la lenta risalita in classifica. Tra i risultati di rilievo le due fruttuose settimane di giugno a Óbidos dove prima raggiunge la venticinquesima finale in carriera in singolare (persa contro la Radanovic) poi conquista il ventitreesimo titolo in doppio, a quattro anni dall'ultimo trofeo di specialità. A settembre infila altre due settimane consecutive molto positive con la finale a Dobrič e con il nono titolo in singolare, di nuovo nella città portoghese, dove batte in finale Greet Minnen. Ad ottobre Giulia Gatto-Monticone ritocca finalmente il suo best ranking arrivando alla posizione 202 del ranking WTA.

### 2019: best ranking e partecipazione a Roland Garros e Wimbledon
La migliorata situazione di classifica le permette di partecipare per la prima volta in carriera alle qualificazioni degli Australian Open 2019: a Melbourne viene però subito eliminata dall'americana Allie Kiick. In Australia vince poi il titolo di doppio, con Grymalska, a Playford.
A marzo ottiene buoni risultati in una serie di tornei in Giappone (due semifinali e infine il decimo titolo in carriera ottenuto a Kōfu), ritocca ulteriormente il suo best ranking ed entra per la prima volta in carriera tra le prime duecento del mondo, toccando la posizione 173.
Cinque anni dopo l'ultima apparizione, si conquista sul campo l'accesso ad un torneo WTA a Lugano, superando i turni di qualificazione contro Van Deichmann e Ganz. Al primo turno è opposta alla numero tre del torneo, Viktória Kužmová; sebbene l'incontro si chiuda con una sconfitta (duplice 6-2) la tennista ritocca di nuovo al rialzo la sua classifica. A Stoccarda viene battuta all'ultimo turno di qualificazione da Greet Minnen ma il ritiro di Simona Halep le consente per la prima volta in carriera l'accesso al tabellone principale di un WTA Premier incrociando la croata Vekić, numero 25 del mondo, dalla quale viene battuta per 1-6, 5-7. Prova a prendere parte al torneo di Sparta Prague WTA, ma viene battuta al secondo turno di qualificazioni da Tamara Korpatsch per 1-6 0-6.
Dopo la conquista del venticinquesimo titolo in doppio a Saint-Gaudens insieme a Martina di Giuseppe, si presenta per la prima volta alle qualificazioni del Roland Garros. Supera i tre turni contro Flink, Di Lorenzo e Zavatska e il 26 maggio fa il suo debutto in uno Slam; pur giocando una buona partita deve però arrendersi al terzo set alla promettente americana Kenin. Il risultato le permette comunque di ritoccare ulteriormente la sua classifica e di attestarsi temporaneamente come seconda italiana assoluta nel ranking WTA.
A Nottingham disputa i primi match in carriera su erba partecipando alle qualificazioni: nella stessa giornata prima supera Xu Shilin, poi torna in campo per sfidare la britannica Moore ma è costretta al ritiro nel secondo set.
Successivamente, partecipa per la prima volta in carriera anche alle qualificazioni di Wimbledon, dove supera la rumena Serban (4-6, 6-3, 6-3), la cinese Wang (6-3, 6-1) e la francese Dodin (3-6, 7-5, 6-1) accedendo al main draw. Al primo turno dello Slam londinese viene sconfitta sul Campo Centrale dalla ex n° 1 WTA Serena Williams in due set (6-2, 7-5).
A luglio gioca altri due tornei WTA; a Losanna approda al tabellone principale passando dalle qualificazioni (Bai e Kučová le avversarie sconfitte) ma viene battuta nettamente da Bernarda Pera al primo turno. Poi, ottenuta una wild card per il torneo di Palermo, incontra Antonia Lottner che è costretta al ritiro sul 6-2 1-1 in favore della torinese: cinque anni dopo la vittoria a Kuala Lumpur Gatto-Monticone torna a giocare un ottavo di finale in un torneo WTA, ma viene superata in due set da Fiona Ferro.
Nell'ultimo periodo i risultati nel circuito maggiore sono meno soddisfacenti: eliminata al primo turno di qualificazioni degli US Open da Shuai Peng, sfiora la qualificazione al Premier di Mosca dove perde al terzo e decisivo turno contro Gračëva; a livello ITF invece si aggiudica il torneo da 25.000 $ Topspin Energy Cup di Solarino, battendo in finale la croata Jana Fett: è il quinto titolo di questo livello e undicesimo in totale in carriera.

### 2020: prima convocazione in Fed Cup.
Supera i primi due turni di qualificazione agli Australian Open contro Liu Fangzhou e la connazionale Di Giuseppe, fermandosi al terzo decisivo turno delle qualificazioni contro Harriet Dart, migliorando tuttavia il suo best ranking al n°148. A febbraio riceve la prima convocazione da parte della CT Tathiana Garbin per la nazionale azzurra di Fed Cup, impegnata nella trasferta estone per il Gruppo 1 della competizione a squadre debuttando in due match vittoriosi di doppio, insieme a Trevisan contro l'Austria e insieme a Cocciaretto contro la Grecia.
Eliminata nell'ultimo turno delle qualificazioni ad Acapulco, batte Talaba e Sharma a Monterrey dove viene però eliminata al primo turno perdendo in tre set contro Potapova. Dopo l'interruzione del tour a causa della pandemia di Covid-19 tenta le qualificazioni a Palermo, Praga e Roma ma viene sempre sconfitta al primo incontro. Migliori le prestazioni in doppio con i quarti raggiunti in Sicilia, il secondo turno di Roma in coppia con Paolini e soprattutto la finale nel 125K di Praga insieme a Podoroska che rappresenta la finale di più alto livello raggiunta in carriera.
Arriva invece al terzo turno delle qualificazioni del Roland Garros ma la netta sconfitta per 1-6, 3-6 contro Mayar Sherif le impedisce di bissare la partecipazione allo slam parigino del 2019.

### 2021
Agli Australian Open non riesce ad andare oltre il secondo turno di qualificazione, battuta da Valerija Savinych. Ad un anno dall'ultima partecipazione, a Lione torna a qualificarsi in un torneo WTA, battendo nelle qualificazioni Cristian e Haas; viene però sconfitta in tre set dalla ceca Martincová. Dopo le semifinali nell'ITF di Buenos Aires, supera le qualificazioni a Bogotà dove batte al primo turno la finalista dell'ultima edizione del torneo, l'australiana Astra Sharma, in un match caratterizzato da un errore arbitrale nel punteggio, ma che rappresenta anche il primo successo della piemontese a livello WTA da Palermo 2019; negli ottavi è eliminata in due set da Tamara Zidanšek. La settimana successiva è convocata per la seconda volta dalla capitana della squadra italiana Tathiana Garbin per la vittoriosa trasferta in Romania per i play off della Billie Jean King Cup, durante la quale non scende però in campo. Prende parte agli Internazionali Bnl d'Italia in virtù della WC in qualificazioni e, dopo una lunghissima battaglia di più di 3 ore, non riesce ad avere la meglio di Alizé Cornet. La settimana successiva riceve una WC nel main draw di Parma, dove affronterà la russa Liudmila Samsonova. Al Roland Garros esce subito di scena al primo turno di qualificazioni, per mano di un'ingiocabile Kurumi Nara. Arriva la stagione su erba, a Nottingham viene eliminata subito al primo turno da Caroline Dolehide; a Birmingham, dopo aver passato le qualificazioni, viene estromessa dalla connazionale Camila Giorgi, raccogliendo solo 3 giochi. Saluta anche Wimbledon subito al primo turno di qualificazioni, sconfitta nettamente da Arina Rodionova. Gioca poi il challenger a Bastad, dove perde al primo turno da Lara Arruabarrena. Passa poi al 250 di Praga, dove anche qui colleziona un'altra sconfitta al primo turno, perdendo da Greet Minnen in 3 set. Arriva poi al 250 di Palermo, dove però viene eliminata di nuovo all'esordio dall'australiana Maddison Inglis in due parziali.
Si ritira nel novembre del 2023, dedicandosi subito all'attività di coach di tennis.

## Circuito WTA 125

### Doppio

#### Sconfitte (1)
| N. | Data             | Torneo                       | Superficie  | Compagna        | Avversarie in finale          | Punteggio |
| 1. | 6 settembre 2020 | TK Sparta Prague Open, Praga | Terra rossa | Nadia Podoroska | Lidzija Marozava Andreea Mitu | 4-6, 4-6  |

## Statistiche ITF

### Singolare

#### Vittorie (11)
| Torneo $100.000 (0) |
| Torneo $80.000 (0)  |
| Torneo $75.000 (0)  |
| Torneo $60.000 (0)  |
| Torneo $50.000 (0)  |
| Torneo $25.000 (5)  |
| Torneo $15.000 (0)  |
| Torneo $10.000 (6)  |

| N.  | Data              | Torneo                                             | Superficie  | Avversaria           | Punteggio     |
| 1.  | 20 luglio 2008    | Internazionali di Imola, Imola                     | Sintetico   | Julia Mayr           | 6-2, 6-1      |
| 2.  | 26 ottobre 2008   | Torneo Internazionale Eleonora d'Arborea, Oristano | Cemento     | Silvia Disderi       | 6-2, 6-2      |
| 3.  | 31 maggio 2009    | GDF SUEZ Trofeul Ilie Nastase, Pitești             | Terra rossa | Tanya Germanlieva    | 6-3, 6-3      |
| 4.  | 30 agosto 2009    | Arezzo Open, Arezzo                                | Terra rossa | Chanel Simmonds      | 7-5, 6-3      |
| 5.  | 17 luglio 2011    | Internazionali di Imola, Imola                     | Sintetico   | Federica Quercia     | 6-1, 6-3      |
| 6.  | 21 agosto 2016    | Galati Open, Galați                                | Terra rossa | Oana Georgeta Simion | 6-3, 6-4      |
| 7.  | 8 ottobre 2016    | Gran Canaria Yellow Bowl, Telde                    | Terra rossa | Leonie Kung          | 2-6, 6-1, 6-3 |
| 8.  | 30 aprile 2017    | Forte Village International Tournament, Pula       | Terra rossa | Irina Maria Bara     | 3-6, 7-5, 6-4 |
| 9.  | 30 settembre 2018 | Óbidos Ladies Open, Óbidos                         | Sintetico   | Greet Minnen         | 7-5, 6-4      |
| 10. | 31 marzo 2019     | Fuji Yakuhin Women's Cup, Kōfu                     | Cemento     | Lara Salden          | 6-2, 6-1      |
| 11. | 25 novembre 2019  | Topspin Energy Cup, Solarino                       | Sintetico   | Jana Fett            | 2-6, 6-3, 7-5 |

#### Sconfitte (19)
| Torneo $100.000 (0) |
| Torneo $80.000 (0)  |
| Torneo $75.000 (0)  |
| Torneo $60.000 (0)  |
| Torneo $50.000 (0)  |
| Torneo $25.000 (6)  |
| Torneo $15.000 (1)  |
| Torneo $10.000 (12) |

| N.  | Data              | Torneo                                                                 | Superficie      | Avversaria              | Punteggio           |
| 1.  | 16 ottobre 2005   | Eteiron Cup, Castel Gandolfo                                           | Terra rossa     | Anna Korzeniak          | 3-6, 0-6            |
| 2.  | 13 agosto 2006    | MTA Cup, Jesi                                                          | Cemento         | Regina Kulikova         | 3-6, 4-6            |
| 3.  | 15 luglio 2007    | Internazionali di Imola, Imola                                         | Sintetico       | Valentina Sassi         | 6(1)-7, 2-6         |
| 4.  | 22 giugno 2008    | Torneo Orange Club, Torino                                             | Terra rossa     | Ksenia Palkina          | 0-6, 4-6            |
| 5.  | 24 agosto 2008    | Internationale Tennismeisterschaften von Schleswig-Holstein, Wahlstedt | Terra rossa     | Romina Oprandi          | 3-6, 0-6            |
| 6.  | 19 ottobre 2008   | Internacionales de Andalucìa Femeninos, Siviglia                       | Terra rossa     | Michelle Gerards        | 3-6, 2-6            |
| 7.  | 28 febbraio 2010  | Ciudad de la Raqueta, Madrid                                           | Terra rossa     | María Teresa Torró Flor | 5-7, 6-3, 4-6       |
| 8.  | 21 marzo 2010     | Internationaux Féminins d'Amiens, Amiens                               | Terra rossa (i) | Claire de Gubernatis    | 3-6, 3-6            |
| 9.  | 28 marzo 2010     | Open GDF SUEZ de Gonesse, Gonesse                                      | Terra rossa (i) | Iryna Kurjanovič        | 0-6, 3-6            |
| 10. | 20 marzo 2011     | AEGON Pro Series Bath, Bath                                            | Cemento         | Marta Sirotkina         | w/o                 |
| 11. | 22 maggio 2011    | Internazionali Femminili di Tennis di Brescia, Brescia                 | Terra rossa     | Iryna Burjačok          | 7-6(5), 2-6, 2-6    |
| 12. | 8 aprile 2012     | Torneo Internacional Ciutat de Torrent, Torrent                        | Terra rossa     | Andrea Lázaro García    | 0-6, 6-3, 1-4, rit. |
| 13. | 5 luglio 2015     | Bella Cup, Toruń                                                       | Terra rossa     | Kristína Kučová         | 6-4, 1-6, 6-4       |
| 14. | 5 agosto 2016     | Ciudad De Valladolid Open Castille Leon, Valladolid                    | Cemento         | Eva Guerrero Alvarez    | 6-4, 4-6, 6-4       |
| 15. | 12 marzo 2017     | Heraklion Hellenic Zeus Circuit, Heraklion                             | Terra rossa     | Dejana Radanović        | 5-7, 3-6            |
| 16. | 21 maggio 2017    | Qujing Open, Qujing                                                    | Cemento         | Xinyu Gao               | 1-6, 6-3, 3-6       |
| 17. | 10 giugno 2018    | Óbidos Ladies Open, Óbidos                                             | Sintetico       | Dejana Radanović        | 2-6, 1-6            |
| 18. | 23 settembre 2018 | Izida Cup, Dobrič                                                      | Terra rossa     | Caroline Werner         | 2-6, 1-6            |
| 19. | 3 ottobre 2021    | Women's Budapest, Budapest                                             | Terra rossa     | Réka Luca Jani          | 1-6, 4-6            |

### Doppio

#### Vittorie (26)
| Torneo $100.000 (0) |
| Torneo $80.000 (0)  |
| Torneo $75.000 (0)  |
| Torneo $60.000 (2)  |
| Torneo $50.000 (1)  |
| Torneo $25.000 (5)  |
| Torneo $15.000 (0)  |
| Torneo $10.000 (18) |

| N.  | Data              | Torneo                                                                          | Superficie      | Compagna            | Avversarie                                     | Punteggio           |
| 1.  | 14 maggio 2006    | Trofeo Società Gestioni Energetiche, Casale                                     | Terra rossa     | Dar'ja Kustova      | Anastasija Pavljučenkova Irina Smirnova        | 6-2, 6-2            |
| 2.  | 18 marzo 2007     | Bsksecurmark Cup, Roma                                                          | Terra rossa     | Dar'ja Kustova      | Daniëlle Harmsen Marlena Metzinger             | 6-4, 6-1            |
| 3.  | 25 marzo 2007     | Memorial Angelo Pandimiglio, Roma                                               | Terra rossa     | Dar'ja Kustova      | Alexandra Dulgheru Vojislava Lukić             | 5-7, 6-1, 6-2       |
| 4.  | 1º aprile 2007    | Memorial Michele La Donna, Foggia                                               | Terra rossa     | Stefania Chieppa    | Stefanie Haidner Lisa Sabino                   | 6-1, 6-3            |
| 5.  | 7 ottobre 2007    | Eteiron Cup, Castel Gandolfo                                                    | Terra rossa     | Stefania Chieppa    | Stefanie Haidner Amra Sadiković                | 3-2, rit.           |
| 6.  | 21 ottobre 2007   | Internacionales de Andalucìa Femeninos, Siviglia                                | Terra rossa     | Federica Quercia    | Melissa Cabrera-Handt Carolina Gago-Fuentes    | 6(5)-7, 6-4, [10-8] |
| 7.  | 17 febbraio 2008  | Arezzo Open, Arezzo                                                             | Terra rossa (i) | Federica Quercia    | Tetjana Arefyeva Aude Vermoezen                | 7-5, 6-1            |
| 8.  | 9 marzo 2008      | Trofeu Internacional ITF Femení, Sadabell                                       | Terra rossa     | Federica Quercia    | Elisa Balsamo Valentina Sulpizio               | 6-2, 6-0            |
| 9.  | 26 ottobre 2008   | Torneo Internazionale Eleonora d'Arborea, Oristano                              | Cemento         | Silvia Disderi      | Alice Balducci Elisa Salis                     | 6-0, 6-2            |
| 10. | 17 maggio 2009    | Internazionali Femminili di Tennis Città di Caserta, Caserta                    | Terra rossa     | Stefania Chieppa    | Martina Di Giuseppe Andreea Văideanu           | 6-1, 6-4            |
| 11. | 30 agosto 2009    | Arezzo Open, Arezzo                                                             | Terra rossa     | Federica Quercia    | Stefania Chieppa Valentina Sulpizio            | 6-3, 4-6, [10-2]    |
| 12. | 18 ottobre 2009   | Internazionali Città di Settimo San Pietro, Settimo San Pietro                  | Terra rossa     | Federica Quercia    | Giulia Gasparri Elisa Salis                    | 6-2, 7-5            |
| 13. | 1º novembre 2009  | Torneo Internacional de Tenis Sant Cugat, Sant Cugat del Vallès                 | Terra rossa     | Federica Quercia    | Margarita Lazareva Anastasiya Litovčenko       | 6-2, 6-2            |
| 14. | 28 febbraio 2010  | Ciudad de la Raqueta, Madrid                                                    | Terra rossa     | Federica Quercia    | Benedetta Davato Inés Ferrer Suárez            | 5-7, 6-4, [10-6]    |
| 15. | 25 luglio 2010    | Open GDF SUEZ des Contamines-Montjoie, Les Contamines-Montjoie                  | Cemento         | Federica Quercia    | Claire Feuerstein Constance Sibille            | 7-5, 7-5            |
| 16. | 19 marzo 2011     | AEGON Pro Series Bath, Bath                                                     | Cemento (i)     | Anastasia Grymalska | Emma Laine Tara Moore                          | 6–4, 2–6, [10–6]    |
| 17. | 8 maggio 2011     | Trofeo Primoljo, Casarano                                                       | Cemento         | Federica Quercia    | Benedetta Davato Federica Grazioso             | 7-5, 2-6, [10-5]    |
| 18. | 17 luglio 2011    | Internazionali di Imola, Imola                                                  | Sintetico       | Federica Quercia    | Yuliana Lizarazo Scarlett Werner               | w/o                 |
| 19. | 26 febbraio 2012  | Open GDF SUEZ de la Ville de Macon, Mâcon                                       | Cemento (i)     | Michaela Hončová    | Kim Kilsdonk Nicolette van Uitert              | 6-4, 1-6, [10-5]    |
| 20. | 7 aprile 2013     | Open GDF SUEZ de Bourgogne, Digione                                             | Cemento (i)     | Nicole Clerico      | Elica Kostova Marina Šamajko                   | 6-4, 6-2            |
| 21. | 2 marzo 2014      | Beinasco Open, Beinasco                                                         | Terra rossa (i) | Nicole Clerico      | Jocelyn Rae Anna Smith                         | 6-1, 5-7, [13-11]   |
| 22. | 14 settembre 2014 | Open GDF SUEZ de Bretagne, Saint-Malo                                           | Terra rossa     | Anastasia Grymalska | Tatiana Búa Beatriz García Vidagany            | 6-3, 6-1            |
| 23. | 15 giugno 2018    | Óbidos Ladies Open, Óbidos                                                      | Sintetico       | Giorgia Marchetti   | Nuria Parrizas-Diaz Caroline Werner            | 6-1, 6-1            |
| 24. | 5 gennaio 2019    | City of Playford Tennis International, Città di Playford                        | Cemento         | Anastasia Grymalska | Amber Marshall Lulu Sun                        | 6-2, 6-3            |
| 25. | 18 maggio 2019    | Open International Féminin Midi-Pyrénées Saint-Gaudens Comminges, Saint-Gaudens | Terra rossa     | Martina Di Giuseppe | Anna Kalinskaja Sofija Lansere                 | 6-1, 6-1            |
| 26. | 23 luglio 2022    | ITS Cup, Olomouc                                                                | Terra rossa     | Sada Nahimana       | Ilona Georgiana Ghioroaie Oana Georgeta Simion | 6-1, 1-6, [10-5]    |

#### Sconfitte (11)
| Torneo $100.000 (0) |
| Torneo $80.000 (0)  |
| Torneo $75.000 (0)  |
| Torneo $60.000 (0)  |
| Torneo $50.000 (1)  |
| Torneo $25.000 (2)  |
| Torneo $15.000 (0)  |
| Torneo $10.000 (8)  |

| N.  | Data              | Torneo                                                                 | Superficie  | Compagna         | Avversarie                               | Punteggio           |
| 1.  | 9 luglio 2006     | International Country Cuneo, Cuneo                                     | Terra rossa | Dar'ja Kustova   | Sara Errani Karin Knapp                  | 3-6, 6(5)-7         |
| 2.  | 8 luglio 2007     | Women's International Tournament Canottieri Bissolati Cremona, Cremona | Terra rossa | Lisa Sabino      | Benedetta Davato Elena Pioppo            | 3-6, 2-6            |
| 3.  | 16 settembre 2007 | Trofeo Società Gestioni Energetiche, Casale                            | Terra rossa | Stefania Chieppa | Émilie Baquet Samantha Schoeffel         | 2-6, 2-6            |
| 4.  | 23 marzo 2008     | Eurotools Cup, Pomezia                                                 | Terra rossa | Federica Quercia | Magdalena Kiszczyńska Ksenija Milevskaja | 0-6, 4-6            |
| 5.  | 20 aprile 2008    | Torneo Isla Fuerteventura, Fuerteventura                               | Sintetico   | Benedetta Davato | Jade Curtis Irene Rehberger-Bescos       | 3-6, 6(6)-7         |
| 6.  | 22 giugno 2008    | Torneo Orange Club, Torino                                             | Terra rossa | Stefania Chieppa | Tatsiana Kapšay Alexandra Razumova       | 7-6(4), 2-6, [8-10] |
| 7.  | 17 agosto 2008    | Pesaro Open, Pesaro                                                    | Terra rossa | Stefania Chieppa | Benedetta Davato Lisa Sabino             | 2-6, 6(5)-7         |
| 8.  | 19 ottobre 2008   | Internacionales de Andalucìa Femeninos, Siviglia                       | Terra rossa | Federica Quercia | Michelle Gerards Claire Lablans          | 2-6, 3-6            |
| 9.  | 15 febbraio 2009  | Albufeira Ladies Open, Albufeira                                       | Cemento     | Federica Quercia | Lucie Kriegsmannová Darina Sedenková     | 0-6, 2-6            |
| 10. | 25 aprile 2010    | Trofeo Martino, Bari                                                   | Terra rossa | Federica Quercia | Iryna Burjačok Anastasija Pivovarova     | 7-6(3), 4-6, [4-10] |
| 11. | 28 aprile 2013    | ITF Women's Circuit Chiasso, Chiasso                                   | Terra rossa | Nicole Clerico   | Diāna Marcinkēviča Aljaksandra Sasnovič  | 7-6(2), 4-6, [7-10] |